# SR-72偵察機
SR-72（英語：SR-72）是美國洛克希德·马丁所設計研發的一種無人高超音速戰略侦察机概念項目，用於監視、偵察和收取他國情報等的用途，並且接替已退役的SR-71黑鳥式偵察機。
SR-72的設計將有更優於SR-71的性能，集無人駕駛、隱形、高超音速和高空侦察能力於一身，可輕易躲避大部份的防空導彈和攔截機，其最大速度可達六倍音速，是SR-71的兩倍。由於SR-71黑鳥式偵察機一直輕易進入他國領空卻未曾被擊落，新型的SR-72無疑將使他國更難以對付。

## 概述
自冷戰初期，美國已經開始著手研製超音速戰略侦察机的工作，希望以極快的速度躲避來自任何防空導彈的擊落。就在1964年12月22日，SR-71黑鳥式偵察機正式首次試飛，後來SR-71更被視為全球第一種服役的隱形戰機和超音速戰略侦察机。其在實戰紀錄中，均沒有任何一架被擊落的紀錄，並且至今仍然保持著世界上有人駕駛的最快飛機紀錄。然而，SR-71的造價高昂，美國只曾生產過32架黑鳥式偵察機，再加上近年美國國防預算調整、反衛星武器等技術發展，使SR-71在1999年正式退役。
2007年，外國媒體透露洛克希德·马丁正在為美國空軍研發一種可達六倍音速的飛機，被外界視為SR-72，然而來源未經證實。直至2013年11月1日，洛克希德·马丁的臭鼬工厂在其出版的周刊中正式證實SR-72的存在，受到公眾的關注。

## 設計和開發
為了達到高超音速速度，洛馬公司自2006年起便一直與洛克達航空發動機公司展開合作，希望為能夠開發出一種適合SR-72的引擎。洛克達公司的HTV-3X項目中的超音速燃燒衝壓發動機雖然在因國防預算所限已在2008年被取消，但卻成為SR-72所設想的高超音速推進系統，該系統可產生音速六倍的推力，足以讓SR-72完成六馬赫的飛行。然而其面臨的挑戰是設計一款可讓飛機進行亞音速、超音速和高超音速三種飛行模式的組合發動機（結合渦輪扇發動機和冲压发动机兩者設計），使飛機可透過轉換三種模式來達致頗好的飛行效果。
2013年11月13日，美國空軍參謀長馬克·魏爾希三世將軍曾表示，超音速能力有利於他們空軍的作戰能力，但他一直沒有表示是否對SR-72有著興趣。儘管如此，他直言他對於高超音速技術感興趣，因為高超音速的速度將可減低敵人做出反應動作的時間和機會，是一種很好的優勢。現今美國空軍已經選擇RQ-180隱形無人偵察機作為負責執行在有爭議領空的侦察任務的侦察機，並且它可以在2015年便進行美國空軍服役，相較於SR-72，有著不少優勢。
現時，關於SR-72的相關細節仍然很少，但可以確定SR-72將繼承SR-71的特點並且有著優於SR-71的能力，例如隱形、高超音速和高空侦察能力。其中SR-72將採用無人駕駛設計，與現今的RQ-170偵查機較為相似。